# صابرلی
صابرلی (به لاتین: Sabirli) یک منطقه مسکونی در جمهوری آذربایجان است که در شهرستان شماخی واقع شده است. صابرلی ۳۸۰ نفر جمعیت دارد.